# Bumerang (televizijska serija)
Bumerang je bila hrvatska humoristična serija o dogodovštinama u redakciji male lokalne televizijske postaje Bumerang, u kojoj glavnu ulogu mlade novinarke Martine Kralj igra glumica Daria Knez.

## Radnja
Serija počinje dolaskom mlade novinarke Martine Kralj na TV Bumerang. Televizija je upravo dobila novog vlasnika - Thomasa Mršića, povratnika iz Australije porijeklom s hrvatskog krša. Glavni urednik je Vlatko Poklepović, pravi primjerak "čovjeka za sva vremena" koji je uspio sačuvati fotelju unatoč svim smjenama i političkim promjenama. Spletkar Poklepović, koji se panično boji jedino supruge, iza leđa novog vlasnika Mršića provodi svoju poslovnu politiku, a potezi su mu često pravno i moralno sumnjivi. To mu se često obije o glavu i dovede ga u razne nevolje, zato mu je funkcija glavnog urednika svako malo nesigurna. 
Najveću opasnost za Poklepovića i njegove sumnjive poslove zapravo predstavlja Martina, te mu ubrzo postaje "trn u oku". Mlada novinarka pak, uvijek s ogromnom željom i namjerom da napravi najbolju stvar, često zabunom povrijedi nekog drugog, i to upravo onog do kojeg joj je najviše stalo - novinara i televizijskog voditelja Emila Belamarića. Uz četiri glavna junaka "Bumeranga", u zapletima na lokalnoj televizijskoj postaji sudjeluju i vesela i glamurozna tajnica Željka, čija je velika želja postati voditeljicom. Tu je i pravedna, ali oštra kantinijerka Sofija, blesavi kamerman Kiki, rastresena voditeljica vremenske prognoze Hana, mudri domar Lovro, sramežljivi montažer Antiša i povučena šminkerica Irena.

## Pregled serije
| Sezona | Sezona | Epizoda | Originalno emitiranje | Originalno emitiranje |
| Sezona | Sezona | Epizoda | Premijera sezone      | Kraj sezone           |
| ------ | ------ | ------- | --------------------- | --------------------- |
|        | 1      | 32      | 1. lipnja 2005.       | 5. siječnja 2006.     |
|        | 2      | 20      | 16. veljače 2006.     | 29. lipnja 2006.      |

## Glumačka postava

### Glavna glumačka postava
| Glumac/glumica        | Lik                     | Sezona u seriji |
| --------------------- | ----------------------- | --------------- |
| Daria Knez            | Martina Kralj           | 1-2             |
| Ljubomir Kerekeš      | Vlatko Poklepović       | 1-2             |
| Zlatan Zuhrić         | Thomas Mršić            | 1-2             |
| Luka Dragić           | Emil Belamarić          | 1-2             |
| Csilla Barath Bastaić | Željka Bajs             | 1-2             |
| Ksenija Marinković    | Sofija                  | 1-2             |
| Dušan Bućan           | Kristijan "Kiki" Horvat | 1-2             |
| Hana Hegedušić        | Hana                    | 1-2             |
| Luka Petrušić         | Antiša                  | 1-2             |
| Draško Zidar          | Lovro                   | 1-2             |
| Marija Škaričić       | Irena                   | 1-2             |

## Vanjske poveznice
- Bumerang u internetskoj bazi filmova IMDb-a